# La Main de singe
Pour plus de détails, voir Fiche technique et Distribution.
La Main de singe (The Monkey's Paw) est un film d'horreur américain pré-Code sorti en 1933 et réalisé par Wesley Ruggles et Ernest B. Schoedsack, basé sur la nouvelle La Patte de singe (1902) de W.W. Jacobs. Le film a été considéré comme perdu jusqu'à ce que des images soient mises en ligne en 2016.

## Résumé
M. et Mme White acquièrent une patte de singe qui leur permet d'exaucer trois vœux mais avec des conséquences négatives à chaque fois. Malgré cela ils l'utilisent pour obtenir ce dont ils avaient besoin mais finissent par perdre quelque chose de très précieux en guise de punition pour avoir joué avec le destin.